# Friedrich Heinrich Eugen von Anhalt-Dessau

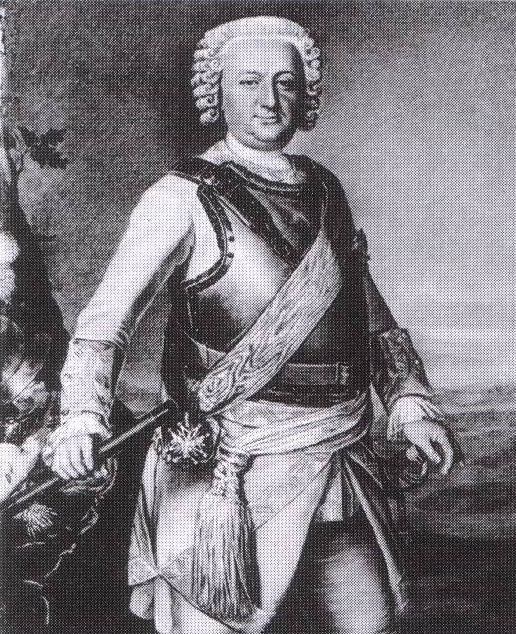
Friedrich Heinrich Eugen von Anhalt-Dessau

Friedrich Heinrich Eugen Prinz von Anhalt-Dessau, zeitgenössisch Friedrich Heinrich Eugenius Fürst zu Anhalt-Dessau (* 27. Dezember 1705 in Dessau; † 2. März 1781 ebenda) machte als Angehöriger eines regierenden Fürstenhauses eine Militärkarriere im Heiligen Römischen Reich, die ihm, ohne bedeutende militärische Leistungen erbracht zu haben, den Titel eines kursächsischen Generalfeldmarschalls einbrachte.

## Leben
Eugen war als vierter Sohn von Fürst Leopolds I. von Anhalt-Dessau und dessen Ehefrau, Reichsgräfin Anna Luise Föhse, ein Angehöriger des protestantischen europäischen Hochadels, dem nach den Standesregeln eine Militärlaufbahn offenstand. Sein Vater, genannt der „Alte Dessauer“, genoss als Generalfeldmarschall und persönlicher Freund König Friedrich Wilhelms I. in Preußen höchstes Ansehen.
So trat Eugen im Alter von zwölf Jahren 1717 in die Preußische Armee ein und erhielt sofort die Stelle eines Rittmeisters und Kompaniechefs im Regiment seines Bruders Wilhelm Gustav, den „Ascherslebener Kürassieren“. Bereits mit 17 Jahren Major, seit 1725 Oberstleutnant und 1727 Kommandeur des Regiments, nahm er von 1732 bis 1735 als Chef des Dragoner-Regiments Nr. 7 am Rhein im Polnischen Thronfolgekrieg im Bündnis Preußens mit Österreich gegen Frankreich teil. Von 1735 bis 1740 war Eugen zusätzlich Chef des Husaren-Korps, des späteren Husaren-Regiments Nr. 1, und ab 1737 Chef der Ascherslebener Kürassiere. König Friedrich II. ernannte ihn am 7. September 1740 zum Generalmajor. Ende März 1741 zog Eugen mit seinem Regiment in den Ersten Schlesischen Krieg gegen Österreich.
Am 20. Mai 1742 verlor Eugen das Gefecht bei Kranowitz, bei dem die Österreicher auch den späteren Reitergeneral Friedrich Wilhelm von Seydlitz gefangen nahmen. Hatte sich Eugen schon in Friedenszeiten das Missfallen Friedrichs über unregelmäßige Vorgänge in seinem Regiment zugezogen, kam nun harte Kritik wegen schlechter Truppenführung hinzu, bald gesteigert durch weitere Vorwürfe, auch wegen „Bedrückung der bereits gantz heruntergebrachten Bürgerschaft“ in der Garnison Aschersleben. Das fortschreitend zerrüttete Vertrauensverhältnis begleitete einen Dauerkonflikt Friedrichs mit Eugens Vater Leopold. Dieser hielt zu seinem Sohn. Nachdem verschiedene Versuche einer unauffälligen, einvernehmlichen Trennung, darunter der Eintritt in kaiserliche Dienste durch Vermittlung des Feldmarschalls Graf Seckendorff, gescheitert waren, überreichte ihm am 8. Januar 1744 sein Bruder Moritz von Anhalt-Dessau im Namen des Königs den Abschied aus der preußischen Armee.
Eugen begab sich zunächst zur österreichischen Armee unter Prinz Karl von Lothringen an den Rhein. Im Juni 1746 trat er in den Dienst Augusts III., des Kurfürsten von Sachsen und Königs von Polen, der ihm noch im selben Jahr den polnischen Orden des Weißen Adlers verlieh. Als Generalleutnant der kursächsischen Armee wurde Eugen im Februar 1749 Gouverneur von Wittenberg. Er erhielt 1752 die seit 1749 vakante Stelle des Chefs des Kürassierregiments „Schwarzburg-Sondershausen“, 1754 folgte die Beförderung zum General der Kavallerie.
Zu Beginn des Siebenjährigen Krieges geriet Eugen bei der Kapitulation der sächsischen Armee bei Pirna im Oktober 1756 in preußische Gefangenschaft. Wie die meisten Angehörigen der sächsischen Generalität hielt sich Eugen an das bei der Kapitulation für eine Freilassung gegebene Versprechen, solange der Krieg dauere, nicht gegen Preußen zu kämpfen. Bei der Neuformierung der sächsischen Armee nach dem Frieden von Hubertusburg kam Eugen für eine Kommandostelle nicht in Frage. Nach dem Tod des letzten aktiven kursächsischen Generalfeldmarschalls Chevalier de Saxe übernahm der Kurfürst persönlich die Führung der Armee, stattete aber am 6. Januar 1775 Eugen mit der Würde und dem Titel eines Generalfeldmarschalls aus. Eugen war der letzte sächsische Generalfeldmarschall, übte aber damit nur ein Ehrenamt aus und tat in der Armee keinen Dienst. Im Bayerischen Erbfolgekrieg führte er im Bündnis mit Preußen nominell die Sachsen im Korps des preußischen Generals Dubislaw von Platen.
An der Regierung des Fürstentums Anhalt-Dessau war er nie beteiligt.
Eugen starb unverheiratet und ohne Nachkommen. Zum Gedenken an ihn errichtete man im Dessauer Palaisgarten ein Pyramidengrab. Eugens Sarg wurde 1934 in die fürstliche Grablege der Marienkirche umgebettet und die Pyramide zum Ehrenmal für die im Ersten Weltkrieg Gefallenen des Dessauer Infanterie-Regiments Nr. 118 umgestaltet. Diese Anlage wurde 1952 beseitigt.